# Агандан (дегестан)
Агандан (перс. آهندان) — дегестан в Ірані, в Центральному бахші, в шагрестані Ляхіджан остану Ґілян. За даними перепису 2006 року, його населення становило 11859 осіб, які проживали у складі 3270 сімей.

## Населені пункти
До складу дегестану входять такі населені пункти:
- Агандан
- Азарестан
- Азарсетанакі
- Бала-Біджар-Анкіш
- Бала-Тамушал
- Бандбон-е-Бала
- Бандбон-е-Паїн
- Білаж-Махале
- Буджає
- Галухані
- Ґердкух
- Ґолестан
- Даре-Джір
- Дегсар
- Джір-Ґавабер
- Джовр-Ґавабер
- Доздаксу
- Казі-Ґавабер
- Куре-Бар
- Кух-Боне
- Лавасі-Махале
- Ліялеман
- Мазі-Кале
- Міян-Ґавабер
- Міян-Махале-Закле-Бар
- Мола-Махале-Чегель-Сетун
- Паїн-Біджар-Анкіш
- Паїн-Нарендж-Ланґе
- Паїн-Тамушал
- Рагбар-Хане
- Садат-Махале
- Салехбар
- Сухте-Кух
- Хортаб
- Хуртай
- Чамандан
- Чі-Чі-Нікуті
- Шарм-Ланґе